# Beg, Steal or Borrow
Pour les articles homonymes, voir Borrow.
Chansons représentant le Royaume-Uni au Concours Eurovision de la chanson
Jack in the Box
(1971) Power to All Our Friends
(1973)
Beg, Steal or Borrow (en français « Mendier, voler ou emprunter ») est la chanson représentant le Royaume-Uni au Concours Eurovision de la chanson 1972. Elle est interprétée par le groupe The New Seekers.

## Thème de la chanson
Le thème est une chanson d'amour à un ancien amant. Les deux amants voudraient être ensemble et l'un d'eux veut « mendier, voler ou emprunter » l'amour de l'autre.

## À l'Eurovision
Au Concours, la chanson passe au cinquième passage, suivant Amanece, la chanson de l'Espagne interprétée par Jaime Morey, et précédant Småting, la chanson de la Norvège interprétée par Grethe & Benny. Finalement, la chanson anglaise obtient 114 points, terminant à la deuxième place parmi les dix-huit concurrents.

## Liste des titres
| A1. | Beg, Steal or Borrow | Tony Cole, Steve Wolfe, Graeme Hall | Tony Cole, Steve Wolfe, Graeme Hall | 2:47 |
| B1. | Sing Out             | Russell Dunlop                      | Russell Dunlop                      | 2:10 |

## Classements

### Classements hebdomadaires
| Classement (1972)                       | Meilleure position |
| --------------------------------------- | ------------------ |
| Allemagne (Media Control AG)            | 5                  |
| Belgique (Flandre Ultratop 50 Singles)  | 9                  |
| Belgique (Wallonie Ultratop 50 Singles) | 12                 |
| France (IFOP)                           | 36                 |
| Norvège (VG-lista)                      | 1                  |
| Pays-Bas (Nederlandse Top 40)           | 3                  |
| Pays-Bas (Single Top 100)               | 3                  |
| Royaume-Uni (UK Singles Chart)          | 2                  |
| Suisse (Schweizer Hitparade)            | 5                  |